# Maria Aparecida Beruski
Maria Aparecida Beruski (ou Berushko; Joaquim Távora, 1959 – Joaquim Távora, 4 de abril de 1986) foi uma professora brasileira de ascendência ucraniana, conhecida por salvar seus alunos de um incêndio na escola em que trabalhava. Com forte devoção popular na região de Joaquim Távora, pode se tornar a primeira santa ortodoxa da América Latina.
Na cidade de Curitiba, uma rua foi renomeada em sua memória, a Rua Maria Aparecida Beruski, no bairro Barreirinha.

## Incêndio
Em 4 de abril de 1986, na Colônia São Miguel, em Joaquim Távora, enquanto lecionava, o botijão de gás que Maria utilizava em um fogareiro para preparar a sopa para o lanche de seus treze alunos, posicionado na única porta da escola, transformou-se acidentalmente em um lança-chamas, que acabou por incendiar a sala da escola, a qual era feita de madeira. No entanto, a professora, com o fim de salvar seus alunos, se recusou a deixar o local, conseguindo assim passar as cinco crianças menores pela janela, mas as outras oito não. Maria Beruski morreu carbonizada junto dos últimos oito alunos e entre os escombros da sala foi encontrado seu corpo, abraçada com as crianças. Além da professora, as vítimas fatais eram: Tereza Luiz Rosa, de 13 anos, Carlos Luiz Rosa, de 11, Amaury M. de Queiroz, 9, Lucélia Glomba, de 6 anos, Lucimeire Borandelik, 8, Salomão Bachtich, 8, Laert Luiz Rosa, 7, e Alexandra Marim, de 7 anos.
Como o desastre teve grande impacto na região, os moradores locais começaram a orar pelas vítimas e pedir sua interseção, em culto privado, criando, dessa forma, um vínculo religioso de devoção e santidade popular, sobretudo em torno de Maria Aparecida Beruski.

## Glorificação

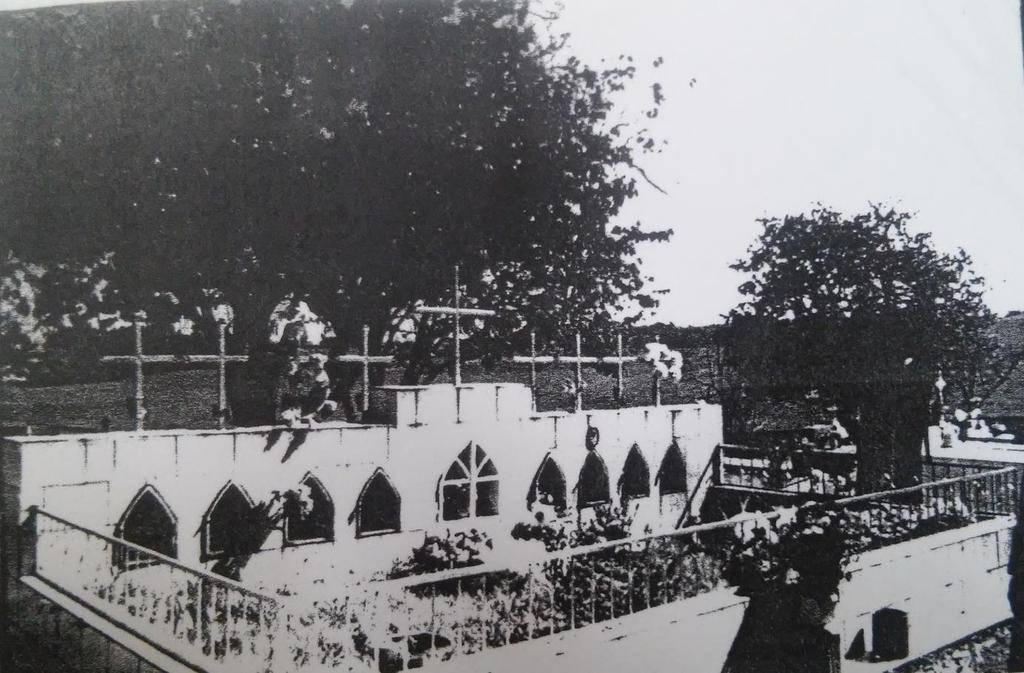
Túmulo de Maria Beruski e seus oito alunos em Joaquim Távora.

Após sua morte, Maria passou a ser localmente venerada como uma mártir, tanto por seu extremo exemplo de amor como pelos milagres que foram relatados em seu túmulo, em Joaquim Távora. Em 2007, Dom Jeremias Ferens relatou que sua eparquia havia reunido diversos relatos de milagres em uma hagiografia, entre eles os casos de uma pessoa curada de alergia e de uma criança que tomou querosene por engano e escapou da morte, e planejava encaminhar o processo de sua glorificação junto com o das oito crianças que morreram com ela, o que faria dela a primeira santa ortodoxa latino-americana formalmente glorificada, a ser comemorada no dia 4 de abril.

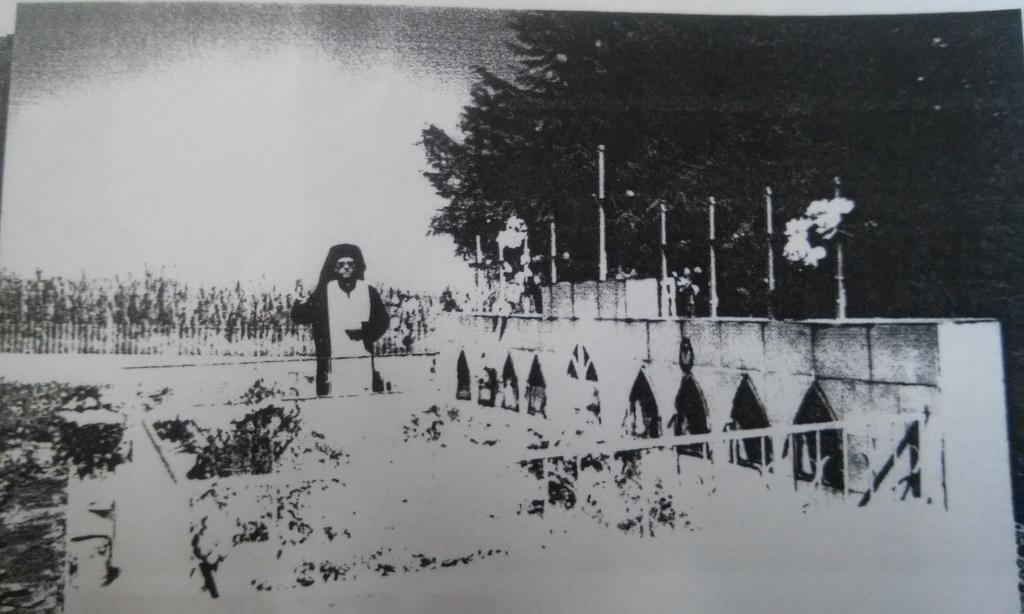
Foto de um Padre ortodoxo parte de uma caravana para visitação do túmulo de Maria Beruski e as oito crianças.

Assim sendo, levando em consideração a devoção do povo, a eparquia ucraniana deu início ao seu processo canônico internamente em 2005 e, em 2007, foi concluído um dossiê de treze páginas, e este documento enviado para o Patriarcado Ecumênico de Constantinopla para o início do processo de canonização, de modo que a resposta final era prevista para demorar de um a três anos. O dossiê contém informações coletadas entre 11 e 14 de outubro de 2005, em Joaquim Távora, sendo estas relatos de testemunhas que falam sobre a vida de Maria Aparecida, preces e anotações da mesma, além de serem apresentados nele as interseções e milagres da possível santa. O patriarcado, entretanto, não deu seguimento ao processo de glorificação.